# Sixt
Sixt es una empresa de alquiler de coches alemana con sede en Pullach im Isartal, un municipio de las afueras de Múnich, Baviera. Sixt SE es la matriz del Grupo Sixt, un holding con presencia en más de 100 países y del que forman parte, entre otros, Sixt Leasing AG, DriveNow, myDriver y autohaus24. Martin Sixt fundó la empresa en Múnich en 1912.

## Cifras

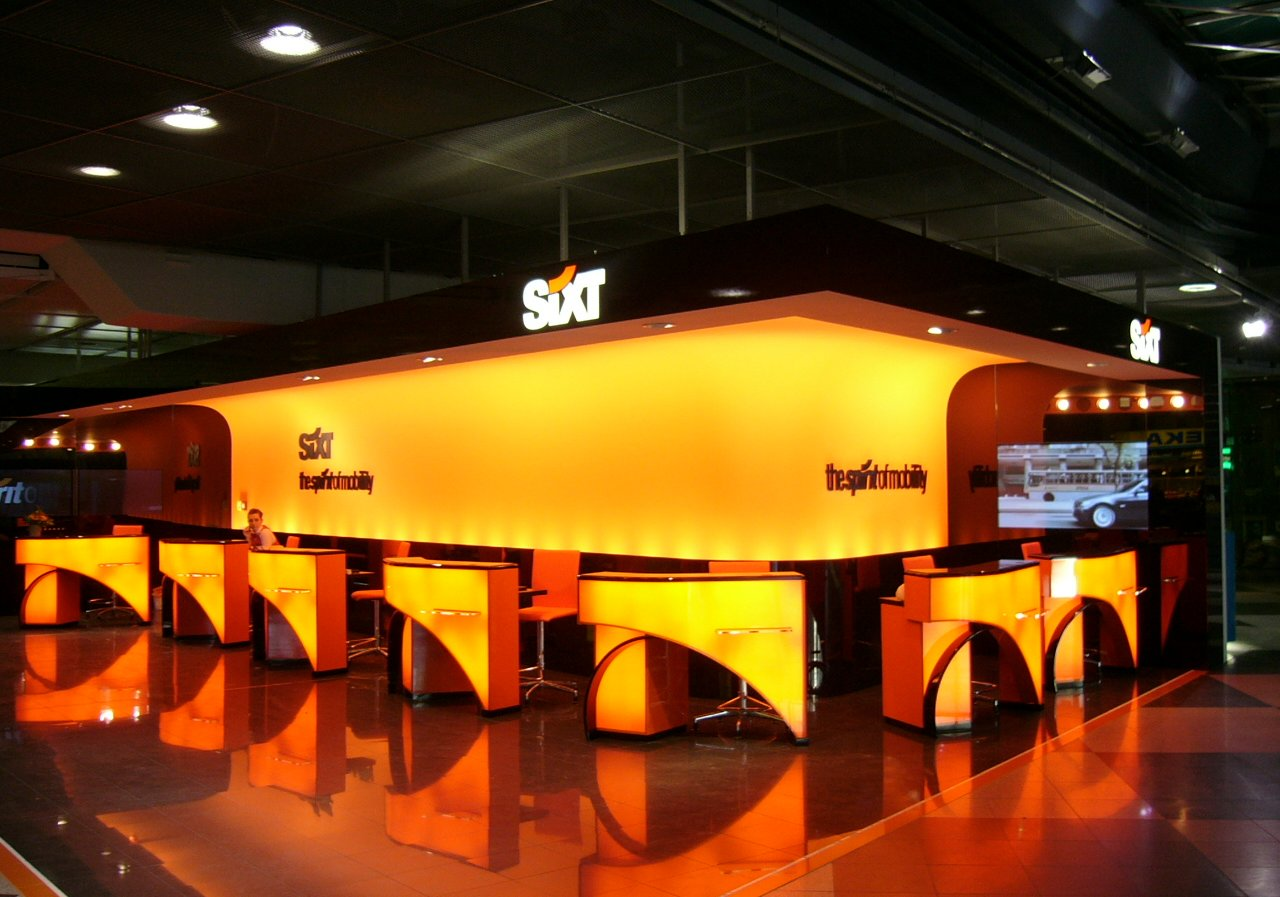
Punto de servicio de Sixt en Múnich, Alemania.

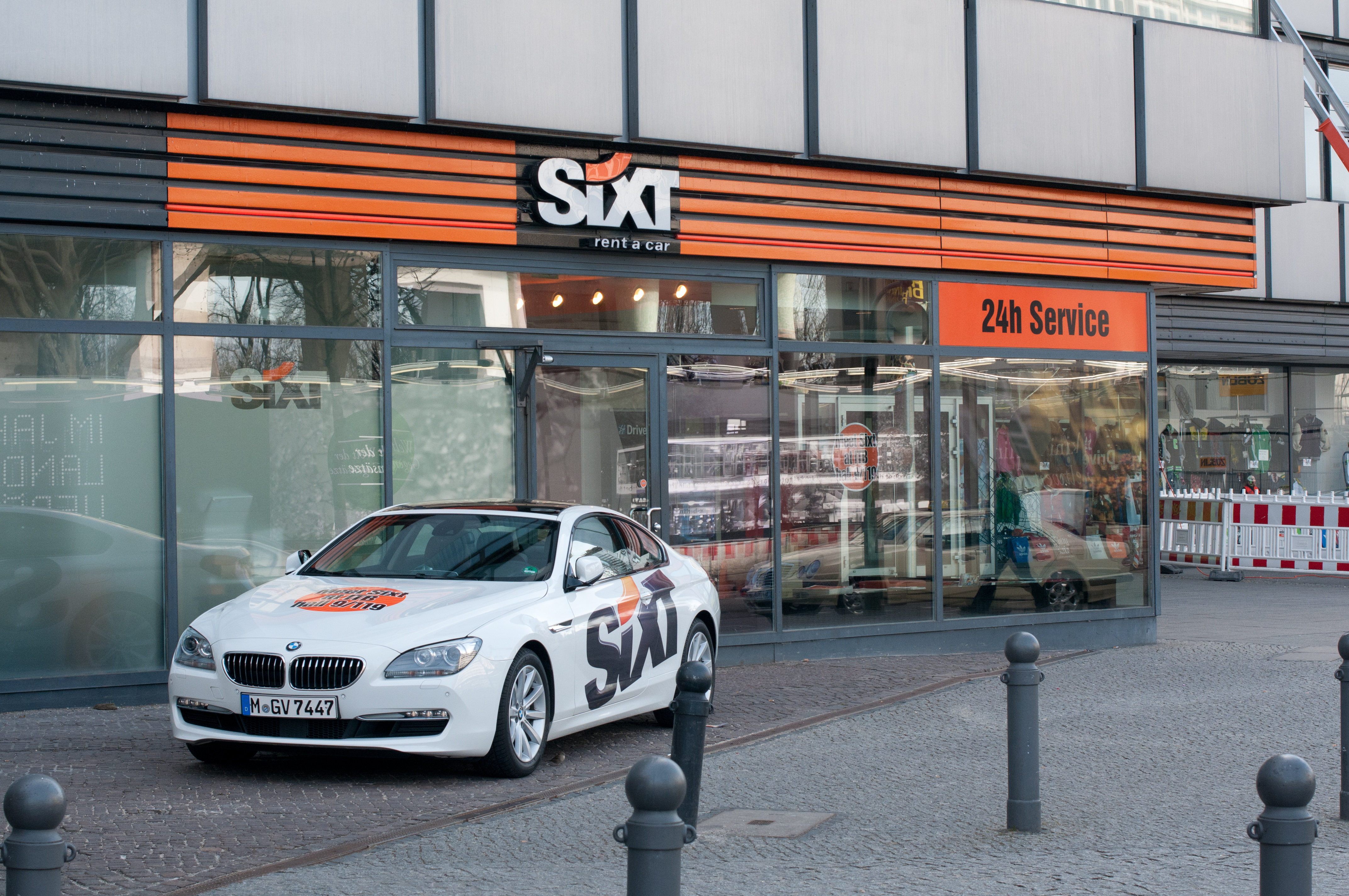
Punto de servicio de Sixt en Berlín (Europacenter).

- Ingresos (2012): €1,6 miles de millones
- Beneficio bruto (2012): €167,7 millones
- Beneficio neto (2012): €118,6 millones
- Empleados: >2900
- CEO: Erich Sixt
- Sede corporativa: Pullach, Alemania

## Sixt enEspaña
Sixt rent a car S.L.U. emplea a más de 300 personas en España, 30 de las cuales se ocupan de los servicios centrales de la filial alemana en Palma de Mallorca. Una flota de 9.000 vehículos (la mayoría de ellos de fabricación alemana) se distribuyen por los 49 establecimientos que Sixt tiene repartidos por aeropuertos, estaciones del AVE y en el centro de algunas ciudades españolas.
En 2021, la Audiencia Provincial de Bilbao, declaró nula la cláusula del contrato por la que se cobra al cliente un cargo administrativo por la gestión de cada multa, al considerar que la identificación del conductor es una obligación (sentencia 1329/2021)

## Administración del grupo
Con independencia del número, tamaño y la forma legal de las empresas del Grupo Sixt, la familia Sixt mantiene el control de las compañías del holding.
En 2015 Erich Sixt obtuvo de nuevo el respaldo del Consejo de Administración y ocupará el puesto de Presidente del Consejo hasta el año 2020. Alexander Sixt y Konstantin Sixt, sus dos hijos, son miembros del consejo y son la cuarta generación de la familia con presencia en la compañía.

## Unidades de negocio
Los departamentos de rent-a-car y de leasing del Grupo Sixt están presentes en más de 100 países.
Alquiler de coches o rent-a-car
Las filiales de Alemania, Francia, España, Reino Unido, Países Bajos, Austria, Suiza, Bélgica, Luxemburgo, Mónaco y Estados Unidos forman parte del Grupo Sixt. Fuera de estos países, Sixt alquiler de coches opera a través de franquicias y de cooperaciones con empresas locales. En conjunto, Sixt posee cerca de 2200 sucursales de alquileres de coches. Estas oficinas ofrecen, principalmente, alquiler de coches, de vehículos de lujo, de furgonetas y servicio de limusinas. Sixt es la empresa líder del mercado alemán, con una cuota que supera el 30 por ciento.
Leasing
Sixt Leasing AG es una de las empresas de leasing, que no pertenece a ningún fabricante ni a un banco, más grandes de Alemania. El departamento de leasing del grupo también opera en Francia, Austria, Suiza y Países Bajos. Las franquicias y las empresas colaboradoras también ofrecen servicios de leasing y de financiación en más de 40 países. El departamento de leasing está enfocado a clientes de empresas y privados y administración de flotas a través de la consultora Sixt Mobility Consulting GmbH.
Otras empresas del grupo
- DriveNow: una joint venture entre Sixt y BMW que ofrece un servicio de car sharing en varias ciudades de Alemania, Austria, Reino Unido, Dinamarca, Estados Unidos y Suecia.
- MyDriver: un servicio de chófer como alternativa a los taxis tradicionales.
- Autohaus24.de: una plataforma en línea de venta de vehículos nuevos.
- Carpark: plataforma de venta de los coches de alquiler y de leasing que dejan de formar parte de la flota activa.

## Flota
Sixt es una empresa de alquiler de coches que ofrece sus servicios a clientes privados y empresas. La flota de la firma sigue la clasificación del Código ACRISS y cuenta con vehículos de los siguientes segmentos:
- Turismos (microcoches y vehículos con carrocerías hatchback, liftback, sedán y familiar)
- Monovolúmenes y todoterrenos
- Furgonetas y Camiones
- Motocicletas

Además de vehículos de fabricantes populares como Volkswagen, Renault, Citroën, Opel, Nissan y Peugeot, Sixt tiene una flota de vehículos premium que incluye modelos de Mercedes-Benz, BMW, Audi, Maserati, Jaguar, Range Rover, Porsche, etc.

## Publicidad
Sixt es una empresa conocida por tener una estrategia de marketing llamativa y creativa. Aunque la compañía ha recibido numerosos premios por sus anuncios y eslóganes publicitarios, también ha sido criticada y demandada en varias ocasiones.